# Seshagiria
Seshagiria là chi thực vật có hoa trong họ Apocynaceae.
Chi này đôi khi được gộp trong chi Cynanchum nghĩa rộng.

## Các loài
Khi được công nhận thì chi này chứa 1 loài là Seshagiria sahyadrica, bản địa quần đảo Laccadive, Ấn Độ (Maharashtra).